# Ортикбоева, Хилола
Хилола Ортикбоева (узб. Hilola Ortiqboyeva; род. в 2005 году, Бешбулак, Гулистанский район, Сырдарьинская область, Узбекистан) — узбекская дзюдоистка и курешистка, выступающая в весовой категории до 52 кг, член сборной Узбекистана. Чемпионка Азии по куреш и победительница Летних Азиатских игр. 

## Биография
Хилола Ортикбоева родилась в посёлке Бешбулак Гулистанского района Сырдарьинской области. С 8 лет начала заниматься борьбой. В 2023 году окончила Гулистанский колледж олимпийского резерва.
В начале 2022 года в Самарканде на Чемпионате Узбекистана по куреш завоевала золотую медаль. В этом же году в Душанбе (Таджикистан) на Чемпионате Азии по курешу Хилола Ортикбоева в весовой категории до 52 кг завоевала золотую медаль, одержав в финале победу над спортсменкой из Китайского Тайбэя Чиа-Вен Тсоу. Позже на Чемпионате Узбекистана по дзюдо среди юниоров завоевала бронзовую медаль. В конце года на Чемпионате мира по куреш завоевала золотую медаль. А также на международном турнире памяти Учкуна Муродова по дзюдо завоевала бронзовую медаль и бронзовую медаль на молодёжном Чемпионате Азии по дзюдо.
В начале 2023 года на Чемпионате Узбекистана по дзюдо среди юниоров 2003-2004 годов рождения в весовой категории до 52 кг завоевала бронзовую медаль. В этом же году на Летних Азиатских играх в Ханчжоу (Китай) в соревнованиях по куреш в весовой категории до 52 кг встретились обе представительницы сборной Узбекистана. В итоге сильнее оказалась Хилола, одолев Ситору Элмуродову.